# Schottische Rechtsgeschichte
Die schottische Rechtsgeschichte umfasst die vielfach mit der englischen Rechtsgeschichte verknüpfte Entwicklung des schottischen Rechts.

## Lehnsrecht (1018 bis 13. Jahrhundert)
Die erste Phase eines schottischen Rechts im engeren Sinne beginnt mit der Festigung der Grenzen Schottlands seit der Schlacht bei Carham 1018. In diese Zeit datiert das aus England übernommene Lehnssystem, das bis in die Gegenwart Grundlage des schottischen Grundeigentumsrecht ist. David I. teilte Schottland in sheriffdoms ein, die auch als Gerichtsbezirke fungierten: In jedem Bezirk übte ein sheriff im Namen des Königs die Zivil- und Strafgerichtsbarkeit aus und hörte Berufungen gegen Entscheidungen der baron courts. Eine wichtige Quelle für den Einfluss fremder Rechtssysteme waren die Kirchengerichte, da sie Berufung nach Rom zuließen. Das kanonische Recht war besonders im Familienrecht von großer Bedeutung. Sein Einfluss kann selbst im geltenden Recht noch festgestellt werden. Im Ergebnis zeichnet sich das schottische Recht dieser Zeit durch die Ersetzung von Gewohnheitsrecht durch englisches, kanonisches und römisches Recht aus.

## 14. bis 16. Jahrhundert
Das 14. bis 16. Jahrhundert wurde lange Zeit auch als dark age (deutsch „dunkles Zeitalter“) der schottischen Rechtsgeschichte bezeichnet; die neuere Forschung tendiert jedoch zu einer differenzierteren Betrachtung. Mit dem ersten schottischen Unabhängigkeitskrieg endete der Einfluss des englischen Rechts. An seine Stelle trat das französische Recht, da Frankreich mit Schottland in der auld alliance verbündet war. Das französische Recht wirkte dabei über zwei Kanäle: Zum einen durch die direkte Übernahme von französischen Rechtsinstituten, zum anderen auch über die Studienaufenthalte junger Schotten an französischen Universitäten. Es ist auf diese Epoche zurückzuführen, dass Schottland nicht dem common law-Rechtskreis zugerechnet wird. Seit dem 15. Jahrhundert wuchs auch der Einfluss von schottischen Parlamentsgesetzen, wie die Einführung der Poor’s Roll 1424 und der Leases Act 1449 zeigen. Der Einfluss des Kirchenrechts blieb vor allem im Familienrecht und im Recht des Ehrschutzes erhalten.

## Rezeption des römischen Rechts
Die Phase von der Gründung des Court of Session 1532 bis zu den Napoleonischen Kriegen ist durch die Herausbildung eines eigenständigen auf römisch-rechtlichen Fundamenten beruhenden schottischen Rechts gekennzeichnet. Eine wichtige Rolle hierfür spielten die sog. practicks – Notizen zu Gerichtsentscheidungen, die ursprünglich nur für den privaten Gebrauch der Richter des Court of Session gedacht waren. Bald begann man diese zu sammeln und nach ihrem Herausgeber benannt (z. B. Balfour’s Practicks) zu veröffentlichen. Sie gelten als Vorläufer der law reports. Die kontinentaleuropäische Rezeption des römischen Rechts fand ihren Weg nach Schottland durch die schottische Juristenausbildung in Paris, Orléans, Leiden und Utrecht.
Eine zweite Quelle für die Herausbildung eines eigenständigen schottischen Rechts waren die institutional writings, die ihren Namen nach den antiken institutiones genannten Lehrbüchern erhielten. Es handelt sich hierbei um einige wenige Lehrbücher mit einer systematischen Aufbereitung des Gewohnheits-, Lehns- und römischen Rechts, deren Autorität jedoch über Jahrhunderte weithin anerkannt war. Die wichtigsten sind die Institutions of the Law of Scotland (1681) von Viscount Stair, das Ius Feudale (1603) von Thomas Craig, An Institute of the Laws of Scotland (1773) von Andrew Macdowall Bankton und die Commentaries on the Law of Scotland (1797) von David Hume.
1617 entstand das General Register of Sasines, in das bis in die Gegenwart alle Rechtshandlungen über Grundeigentum eingetragen wurden. 1672 wurde der High Court of Justiciary gegründet, der bis heute das höchste Strafgericht Schottlands ist. Die Eigenständigkeit des Rechtssystems blieb auch nach dem Act of Union 1707 erhalten, der in Art. 19 statuierte, der Court of Session und der High Court of Justiciary „do after the Union and notwithstanding thereof, remain in all time coming within Scotland.“
Das römische Recht büßte bis zu einem Tiefstand ab 1800 kontinuierlich an Einfluss ein: Die französische Revolution und die Napoleonischen Kriege machten Frankreich zu einem wenig attraktiven Studienort für schottische Studenten. Die Kodifikationen in Frankreich und den Niederlanden lenkten, da das Studium eines fremden Rechts wenig hilfreich für Schotten erschien, den Strom der Studenten nach Deutschland um. Daneben hatte das schottische Recht durch die Rechtsprechung seiner Obergerichte mittlerweile ein gewisses Maß an Reife und Selbständigkeit erreicht, so dass der Rückgriff auf römisches Recht oftmals nicht mehr nötig war. Ein dritter Grund war die allmähliche Annäherung an das englische Recht: Seit der Entscheidung in Greenshields v Magistrates of Edinburgh (1710/11) konnte vom Court of Sessions Berufung zum englischen House of Lords erhoben werden. Die Übernahme der doctrine of stare decisis führte zu intensiverer Beschäftigung mit case law als mit dem prinzipiengeleiteten römischen Recht.

## Moderne
Seit 1800 wuchs der Einfluss durch die Gesetzgebung des Parlaments und die Rechtsprechung des House of Lords der Einfluss des englischen Rechts beständig. Beides blieb nicht ohne Kritik: Zwar gebe es eine gewisse Anzahl an Parlamentsgesetzen, die sich nur auf England oder Schottland beschränkten, doch würden in zahlreichen Gesetzesvorhaben aus bloßem Zeitmangel schottische Besonderheiten vernachlässigt und diese deshalb auf das gesamte Vereinigte Königreich ausgedehnt. Auch dem zeitweise nur mit englischen Richtern besetzten House of Lords schlug heftige Kritik entgegen: Viele Entscheidungen seien aus bloßer Unkenntnis des schottischen Rechts oder Gleichsetzung nur gleichnamiger aber nicht inhaltsgleicher Rechtsinstitute gefällt worden.
Im 20. Jahrhundert vervielfachte sich die Zahl der Parlamentsgesetze enorm und brachte völlig neue Rechtsgebiete wie das Arbeitsrecht (labour law), Handelsrecht (commercial law) und Verwaltungsrecht (administrative law) zum Entstehen. Neue Impulse erhielt das schottische Recht darüber hinaus durch den Einfluss des Europarechts und die Konstitution des schottischen Parlaments. Mit dem durch die Empfehlungen Lord Gills angestossenen Courts Reform (Scotland) Act 2014 wurden weitreichende Änderungen an der Gerichtsorganisation vorgenommen. So gibt es nun als mittleres Berufungsgericht den Sheriff Appeal Court, der insbesondere den Court of Session, das oberste Zivilgericht Schottlands, von Aufgaben entlastet.